# Coşkun Kırca
Coşkun Kırca né le 27 mars 1927 à Constantinople (Turquie) et mort le 24 février 2005 à Istanbul (Turquie) est un diplomate et homme politique turc, ancien ministre des Affaires étrangères.

## Biographie
Il naît le 27 mars 1927 à Constantinople. Après avoir suivi des études au collège Terakki, au lycée de Galatasaray et à la faculté de droit de l'université d'Istanbul, il est recruté au ministère des Affaires étrangères en 1950. Il démissionne et se lance dans la carrière universitaire à l'université d'Ankara en 1956. Il travaille parallèlement comme chroniqueur dans plusieurs journaux. De retour au ministère des Affaires étrangères en 1968, il est envoyé en poste dans plusieurs pays. Le 12 mars 1985, il échappe à une tentative d’assassinat par l’Armée révolutionnaire arménienne, en sautant du deuxième étage, alors qu’il est l’ambassadeur de Turquie à Ottawa ; un agent de sécurité canadien, Claude Brunelle, est tué. Coşkun Kırca s’occasionne de multiples fractures. Les trois terroristes sont condamnés en 1986 à la réclusion criminelle à perpétuité, assortie d’une peine de sûreté de vingt-cinq ans. À la suite de cet attentat, il prend sa retraite. 
En 1991, il est élu député d’İstanbul dans la liste de DYP (centre-droite) et devient ministre des Affaires étrangères en 1995 pendant 25 jours et puis il devient ministre d'État pendant 3 mois.
Il joue un rôle important dans la conclusion d’un accord entre la Turquie et la France le 14 avril 1992, instaurant l'université Galatasaray, ce qui lui vaudra un buste dans la cour principale de cet établissement prestigieux. De même, une salle de réunion et un amphithéâtre portent aujourd'hui son nom. 
Après avoir quitté la vie politique en 1995, il publie plusieurs articles dans les journaux traitant la politique étrangère turque. Il est un ardent défenseur du rapprochement turco-israélien. Par ailleurs, il enseigne l'histoire des idées politiques à l’université Galatasaray, dans le département de relations internationales. 
Gendre de Mehmet Fuad Köprülü et père de trois enfants, il meurt des suites d'une crise cardiaque le 24 février 2005 à Istanbul. 